# Dorota Radomska
Dorota Radomska (ur. 27 lutego 1966 w Mońkach, zm. 8 września 2016 w Białymstoku) – polska aktorka filmowa i teatralna oraz socjolog kultury, legendarna artystka Teatru Dramatycznego w Białymstoku.

## Życiorys
Od roku 1986 nieprzerwanie występowała w Teatrze Dramatycznym im. Aleksandra Węgierki w Białymstoku. Zadebiutowała w 1989 rolą Hanny Glawari, wdowy po bankierze Pontevedry, w spektaklu Wesoła wdówka Franciszka Lehára. Gościnnie pojawiła się też na deskach Opery i Filharmonii Podlaskiej. Oprócz wykształcenia aktorskiego była socjologiem kultury. W 2012 ukończyła kulturoznawstwo w Wyższej Szkole Administracji Publicznej w Białymstoku. Była matką Julii.
Zmarła 8 września 2016 w Białymstoku po ciężkiej chorobie (nowotwór).
Została pochowana na cmentarzu parafialnym Niepokalanego Serca Maryi w Białymstoku (na Dojlidach) przy ul. Suchowolca.

## Filmografia
- 2012 – Ojciec Mateusz (odc. 98) jako kobieta
- 2008 – I kto tu rządzi? (odc. 47) jako Iza
- 2007 – I kto tu rządzi? (odc. 22) jako Iza
- 2003 – Show jako matka wielodzietna

## Spektakle teatralne (wybór)
- 1989 – „Wesoła wdówka”, reż. Andrzej Jakimiec, Jan Skotnicki, (jako Hanna Glawari)
- 1990 – „Wesele”, reż. Andrzej Jakimiec, (Rachela)
- 1992 – „Stalowe magnolie”, reż. Jean Korf, (Shelby Eatenton)
- 1993 – „Rewizor”, reż. Walery Rajewski, (Maria Antonowna)
- 1993 – „Edukacja Rity”, reż. Janusz Hamerszmit, (Rita)
- 1994 – „Okapi”, reż. Jerzy Hutek, (Okapi)
- 1994 – „Ferdydurke”, reż. Andrzej Jakimiec, (Pensjonarka, Zuta)
- 1995 – „Za rok o tej samej porze”, reż. Andrzej Jakimiec, (Doris)
- 1996 – „Gęsi za wodą”, reż. Andrzej Jakimiec, (Droga Pani)
- 1996 – „Mąż i żona”, reż. Andrzej Jakimiec, (Elwira)
- 1996 – „Faust”, reż. Andrzej Maria Marczewski, (Małgorzata)
- 1998 – „Trzy wysokie kobiety”, reż. Jerzy Hutek, (A)
- 1999 – „Zemsta”, reż. Cezary Morawski, (Podstolina)
- 1999 – „Boy. Kabaret”, reż. Waldemar Śmigasiewicz, (Role)
- 1999 – „Żelazna konstrukcja”, reż. Waldemar Śmigasiewicz, (Scenografka)
- 2000 – „Balladyna”, reż. Tomasz Man, (Balladyna)
- 2000 – „Okno na parlament”, reż. Wojciech Pokora, (Pamela Willey)
- 2000 – „Konopielka”, reż. Piotr Ziniewicz, (Konopielka)
- 2001 – „Tango”, reż. Waldemar Śmigasiewicz, (Eleonora)
- 2001 – „Moralność pani Dulskiej”, reż. Waldemar Śmigasiewicz, (Pani Dulska)
- 2002 – „Elektra”, reż. Jan Nowara, (Elektra)
- 2003 – „Don Juan albo Kamienna Uczta”, reż. Krzysztof Prus, (Elwira)
- 2004 – „Mistrz i Małgorzata,” reż. Piotr Dąbrowski, (Małgorzata)
- 2005 – „Cztery pary roku – casting”, Andrzej Poniedzielski, reż. Piotr Dąbrowski, 2005 (Wdzięk)
- 2009 – „Hiob”, reż Piotr Dąbrowski, (Chórzystka)
- 2009 – „Wyspy GUŁag”, reż. Piotr Ziniewicz, (Fotoreporterka)
- 2010 – „Zakłócenia w eterze”, reż. Piotr Dąbrowski, (Kitty)
- 2010 – „Polowanie na łosia”, reż. Grzegorz Chrapkiewicz, (Myszka)
- 2011 – „Bal Manekinów”, reż. Bogdan Michalik, (Solange)
- 2011 – „Co widział kamerdyner”, reż. Andrzej Zaorski, (Pani Prentice)
- 2012 – „Stworzenia Sceniczne”, też. Robert Czechowski, (Pani Betterton)
- 2012 – „Wesele”, reż. Bogusław Semotiuk, (Maryna)
- 2012 – „Czarnobylska modlitwa”, reż. Agnieszka Korytkowska-Mazur, (Wariatka z Czeczenii)
- 2012 – „Stworzenia sceniczne”, reż. Robert Czechowski, (Pani Betterton)
- 2013 – „Gąska” (Scena Inicjatyw Artystycznych), (Ałła)
- 2014 – „Rewizor”, N. Gogol, reż. Jacek Jabrzyk, (Kobieta)
- 2014 – „Dziady III”, A. Mickiewicz, reż. Natalia Korczakowska, (Marcelina/Belzebub/Sekretarz III)
- 2015 – „Pięć kilo cukru”, G. Koren, reż. Katarzyna Deszcz.

## Nagrody i odznaczenia
- 1998 – Srebrny Krzyż Zasługi
- 1998 – Srebrna odznaka „Zasłużony Białostocczyźnie”
- 2004 – nagroda Dyrektora Teatru Dramatycznego im. Aleksandra Węgierki na zakończenie sezonu 2003/2004
- 1993 – nagroda dla „Salonu Artystycznego Pod Różowym Strusiem” przyznana w plebiscycie na najpopularniejszy spektakl teatralny 1992 roku, zorganizowanym przez TKT